# I Can't Leave You Alone (I Keep Holdin' On)
«I Can't Leave You Alone (I Keep Holdin' On)» es una canción escrita por Harry Wayne Casey y Richard Finch, e interpretada por el cantante estadounidense George McCrae. Fue publicada en septiembre de 1974 como el segundo sencillo de su álbum Rock Your Baby.

## Antecedentes
Aunque él inició su carrera musical en 1963, McCrae tuvo su sencillo de mayor éxito hasta la fecha con «Rock Your Baby». Uno de los primeros éxitos de la era disco en 1974, la canción vendería aproximadamente once millones de copias en todo el mundo, y le conseguiría a McCrae una nominación al premio Grammy como Mejor Vocalista Masculino de R&B el año siguiente. Entre sus sencillos posteriores a «Rock Your Baby» se encontraba «I Can't Leave You Alone» de septiembre de 1974. La canción fue escrita y producida por Harry Wayne Casey y Richard Finch. 

## Lista de canciones
Todas las canciones escritas y compuestas por Harry Wayne Casey y Richard Finch.
1. «I Can't Leave You Alone» – 3:10
2. «I Get Lifted» – 2:50

## Créditos y personal
Créditos adaptados desde las notas de álbum de Rock Your Baby.
Músicos
- George McCrae – voces
- Harry Wayne Casey – teclados
- Richard Finch – bajo eléctrico, batería
- Robert Johnson – batería
- Jerome Smith – guitarra
- Phillip Wright – guitarra

Personal técnico
- Harry Wayne Casey – productor
- Richard Finch – productor

## Posicionamiento
| Gráfica (1974)                       | Pico de posición |
| ------------------------------------ | ---------------- |
| Alemania (Offizielle Top 100)        | 3                |
| Austria (Ö3 Austria)                 | 11               |
| Bélgica (Flandes) (Ultratop Singles) | 3                |
| Bélgica (Valonia) (Ultratop Singles) | 16               |
| Países Bajos (Nederlandse Top 40)    | 4                |
| Países Bajos (Single Top 100)        | 4                |